# Pozemní mina

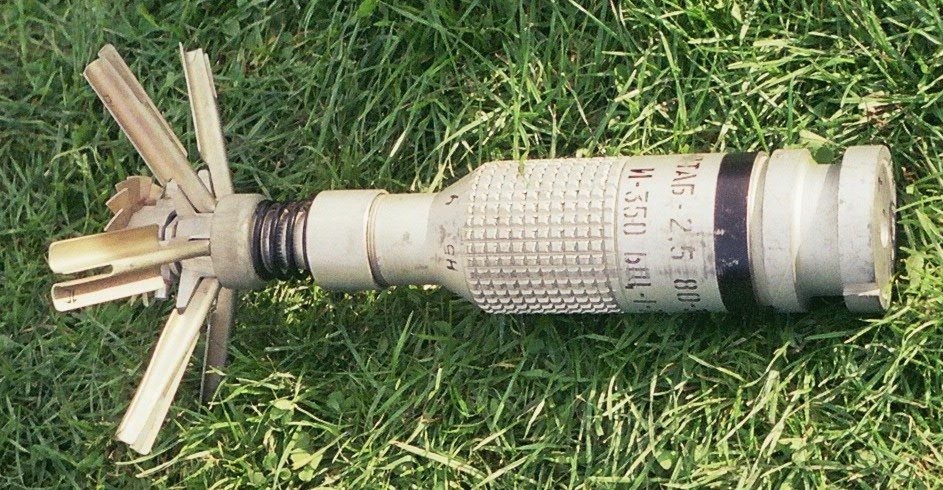
letecká submunice PTAB2,5kg

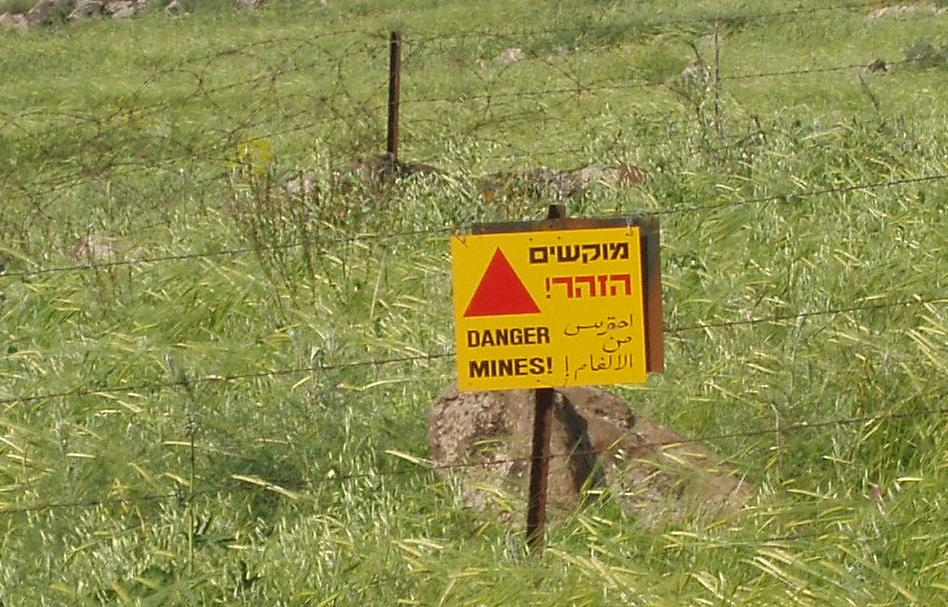
Varování před minovým polem na Golanských výšinách na syrských hranicích.

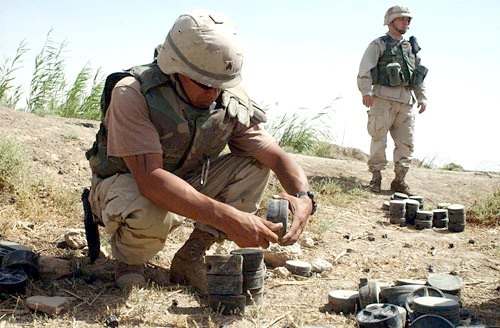
Americký voják při čištění zaminované oblasti ve Fallúdži v Iráku.

Mina je vojenská zbraň sloužící k pasivnímu vyřazování nepřátelských sil. Mina funguje na principu tlakového snímače, který se zapne, když na ni oběť stoupne nebo vjede (snímače jsou vyráběny na různé hmotnosti např. protitanková mina sepne nad 250 kg a nášlapná nad 50 kg). Tlakem aktivuje roznětku, která odpálí umístěnou nálož. Výbuch je směřován vzhůru do míst, kde se nachází cíl. Miny jsou instalovány pod povrch země, čímž se zmenšuje její šance na odhalení.
Miny se často umísťují do souvislých oblastí jako uměle vytvořené zátarasy, či pasti proti postupujícím jednotkám. Těmto souvislým plochám říkáme minová pole.
Nášlapná mina se většinou odpaluje tlakem, ale dají se využít i další způsoby jako seismický otřes, optočlánky, dotek, pohyb, přetrhnutí nebo vytrhnutí jistícího lanka, časováním atd.
První pozemní nášlapné miny byly nasazeny ruskou armádou již v krymské válce během obléhání přístavu a pevnosti Sevastopol v letech 1854–1855 (tehdy byly stále nazývány "fugasy"). Vykázaly překvapivou efektivitu především kvůli značnému demoralizujícímu účinku na britské obléhatele. Vojín James Evans z 97. pěšího pluku v dopise domů zmínil takový případ: "Rusové zakopali v předpolí krabice plné střelného prachu, a když na ně někdo stoupl, byl vyhozen do povětří, a takových případů bylo mnoho."  Nick Evans má za to, že tyto první nášlapné pozemní miny byly odvozeny od tehdejších ruských námořních min, které byly nasazeny během obrany baltských základen, především Kronštadtu.

## Rozdělení podle účelu
Protipěchotní minyJsou často navrhovány tak, aby nezabily svoji oběť, ale aby pouze těžce zranily cíl. (Ten se stává zátěží pro jeho spolubojovníky a pro technické zázemí v týlu. Následná rekonvalescence zaměstnává více lidí a stojí více zdrojů, než pohřeb vojáka. Protipěchotní miny většinou velmi vážně poškozují spodní končetiny, které obvykle nezbývá než amputovat.) Moderní miny byly navrhovány tak, že po spuštění vyskočily až 150 cm nad zem, kde došlo k výbuchu. Jednalo se o mnohem účinnější zbraň zabírající větší plochu. Obdržely přezdívky „skákající Jack“ nebo „skákavá Betty“, avšak mnohem poetičtěji zní český název pro tento typ min – „paštika“ – neboť většina těchto vyskakujících min je obdobného tvaru a velikosti jako konzervy s touto masovou pochutinou. Mezi prvními byly tyto „skákající miny“ vyráběny v Německu za 2. světové války a byly označovány jako Schrapnel-Minen nebo též S-Minen, s iniciací pomocí drátu položeného např. přes střeženou cestu. Dodnes je možné tyto miny najít např. ve známém Dukelském průsmyku, který nikdy nebyl kompletně vyčištěn od munice a min.
Protitankové minyJsou mnohem větší a silnější než miny protipěchotní. Jsou určeny k vyřazování těžké techniky nepřítele. Nálož je dostatečně silná na zničení lehkých vozidel i obrněných pásových vozidel. Dělí se podle způsobu instalace na protipásové a protidnové. Na protipásovou minu musí tank najet přímo pásem, aby došlo k její aktivaci. Mina ničí pásy, případně i jejich pohonný systém a tank tak prakticky znehybní, čímž se z něj stává statický cíl pro protitankovou palbu. Protidnové miny používají rozněcovač s tzv. "tykadlem" - svislým prutem vyšším než výška dna tanku. Po jeho ohnutí jakoukoliv částí vozidla dochází po malém zpoždění k výbuchu kumulativní nálože, která proráží dno a zabíjí posádku tanku, čímž jej ihned vyřazuje z boje. Tyto miny mají tupý úhel kumulace, aby bylo ohnisko výbuchu výše nad terénem, ideálně ve výšce předpokládaného dna ničeného vozidla. Případně se na zničení tanků dají využít speciální instalace (oblíbený způsob v Palestině, kde je mina zahrabána pod vrstvu asfaltu s další výbušninou; výbuch je schopen prorazit spodní pancéřování obrněnce a tím ho vyřadit z provozu).
Miny jsou zbraní, která po zahrabání do země funguje i po několika letech, takže se stávají hrozbou po skončení vojenského konfliktu (i během něho) civilnímu obyvatelstvu. Často se stává, že minová pole nejsou označena a nikterak se neprojevují, čímž jsou nebezpečná. Každoročně je mnoho tisíců lidí zabito či zraněno vlivem pozemních min.

## Obrana a ničení min
Nejlepší obranou je prevence. Zákaz a ničení protipěchotních min formuluje široce uznávaná Ottawská úmluva. Smlouvu o zákazu výroby a používání min podepsala většina členských zemí OSN, včetně ČR. Ale 35 zemí, největší výrobci a uživatelé nášlapných min, dohodu nepodepsali (USA, Čína, Rusko).
Další možností jsou protiopatření, která mají chránit jednotky. Jedním z nich je minohledačka, což je přístroj reagující na kov v zemi. Dalším je například umístění speciálních nástaveb na obrněná vozidla. Často se využívá speciálně navržená konstrukce, která se přidělá před obrněnce. Na jejím začátku je několik silných řetězů, které se otáčí kolem středu a prudkými údery mlátí do zemského povrchu, čímž zvyšují tlak a přivádějí minu k výbuchu.